# For Crying Out Loud
Albums de Kasabian
48:13
(2014) The Alchemist's Euphoria
(2022)
Singles
1. You're in Love with a Psycho
Sortie : 17 mars 2017
2. Comeback Kid
Sortie : 5 mai 2017
3. Bless This Acid House
Sortie : 13 juin 2017
4. Ill Ray (The King)
Sortie : 30 août 2017

For Crying Out Loud est le sixième album studio du groupe britannique de rock alternatif Kasabian sorti le 5 mai 2017 par Columbia Records.

## Liste des chansons
L'édition Deluxe contient un deuxième CD intitulé Underdogs enregistré en concert les 28 et 29 mai 2016 au King Power Stadium à Leicester.
Toutes les chansons sont écrites et composées par Sergio Pizzorno.
| No  | Titre                        | Durée |
| --- | ---------------------------- | ----- |
| 1.  | Ill Ray (The King)           | 3:39  |
| 2.  | You're in Love with a Psycho | 3:35  |
| 3.  | Twentyfourseven              | 3:01  |
| 4.  | Good Fight                   | 3:50  |
| 5.  | Wasted                       | 4:07  |
| 6.  | Comeback Kid                 | 4:19  |
| 7.  | The Party Never Ends         | 3:52  |
| 8.  | Are You Looking for Action?  | 8:22  |
| 9.  | All Through the Night        | 3:31  |
| 10. | Sixteen Blocks               | 4:19  |
| 11. | Bless This Acid House        | 3:44  |
| 12. | Put Your Life on It          | 4:35  |

| 1.  | Underdog            | 6:09 |
| 2.  | Bumblebeee          | 4:33 |
| 3.  | Shoot the Runner    | 3:50 |
| 4.  | Eez-eh              | 3:49 |
| 5.  | Fast Fuse           | 4:19 |
| 6.  | Days Are Forgotten  | 4:56 |
| 7.  | I.D.                | 5:56 |
| 8.  | British Legion      | 3:24 |
| 9.  | Doberman / Take Aim | 6:56 |
| 10. | Put Your Life on It | 4:39 |
| 11. | Stuntman            | 5:48 |
| 12. | L.S.F.              | 7:04 |
| 13. | Stevie              | 6:09 |
| 14. | Vlad the Impaler    | 5:57 |
| 15. | Fire                | 4:30 |

## Composition du groupe
- Sergio Pizzorno : guitare, basse, chant, synthétiseur, piano, programmation
- Tom Meighan : chant
- Chris Edwards : basse, chœur
- Ian Matthews : batterie, percussions

Musiciens additionnels
- Tim Carter : guitare, orgue, programmation additionnelle
- Ben Kealey : piano sur Ill Ray (The King) et Wasted, orgue sur All Through the Night
- Gary Alesbrook : trompette sur Comeback Kid
- Trevor Mires : trombone sur Comeback Kid
- Andrew Kinsman : saxophone sur Are You Looking for Action?
- Fay Lovsky : chœur sur The Party Never Ends et Are You Looking for Action?, scie musicale sur All Through the Night
- Dirty Pretty Things : cordes sur The Party Never Ends
- Ennio Pizzorno : synthétiseur sur Sixteen Blocks
- Lucio Pizzorno : synthétiseur sur Sixteen Blocks

## Classements hebdomadaires
| Classement (2017)             | Meilleure place |
| ----------------------------- | --------------- |
| Allemagne (Media Control AG)  | 27              |
| Australie (ARIA)              | 21              |
| Autriche (Ö3 Austria Top 40)  | 20              |
| Belgique (Flandre Ultratop)   | 22              |
| Belgique (Wallonie Ultratop)  | 14              |
| Écosse (OCC)                  | 1               |
| Espagne (Promusicae)          | 70              |
| France (SNEP)                 | 60              |
| Irlande (IRMA)                | 2               |
| Italie (FIMI)                 | 7               |
| Pays-Bas (Mega Album Top 100) | 35              |
| Royaume-Uni (UK Albums Chart) | 1               |
| Suisse (Schweizer Hitparade)  | 12              |

| Classement (2020) | Meilleure place |
| ----------------- | --------------- |
| Portugal (AFP)    | 29              |

## Certifications
| Pays              | Certification | Unités certifiées |
| ----------------- | ------------- | ----------------- |
| Royaume-Uni (BPI) | Or            | 100 000           |